# TelefériQo
El TelefériQo es una telecabina que opera en Quito, Ecuador, ubicado en las estribaciones del volcán Rucu Pichincha. Asciende desde la plataforma Motriz o Estación de Salida a 3117 m s. n. m., hasta Cruz Loma (Estación de Llegada) a 4100 m s. n. m., lo cual lo convierte en una de las telecabinas más altas del mundo. Es el octavo remonte mecánico más alto del mundo y la segunda telecabina más alto de todo el continente americano. El viaje en telecabina dura alrededor de 18 minutos en los que se recorre 2,5 kilómetros y se puede observar la diferencia de vegetación por la altura, hasta llegar al 
ecosistema de páramo andino.
Una vez llegados a la zona alta, se puede disfrutar de la privilegiada vista tanto de la ciudad de Quito, que en la noche sorprende con sus luces, como de la naturaleza. Con un buen clima y cielo despejado se pueden divisar desde los distintos miradores elevaciones como El Cayambe, Antisana, Pasochoa, Sincholagua, Cotopaxi, Rumiñahui, entre otros.

## Información general

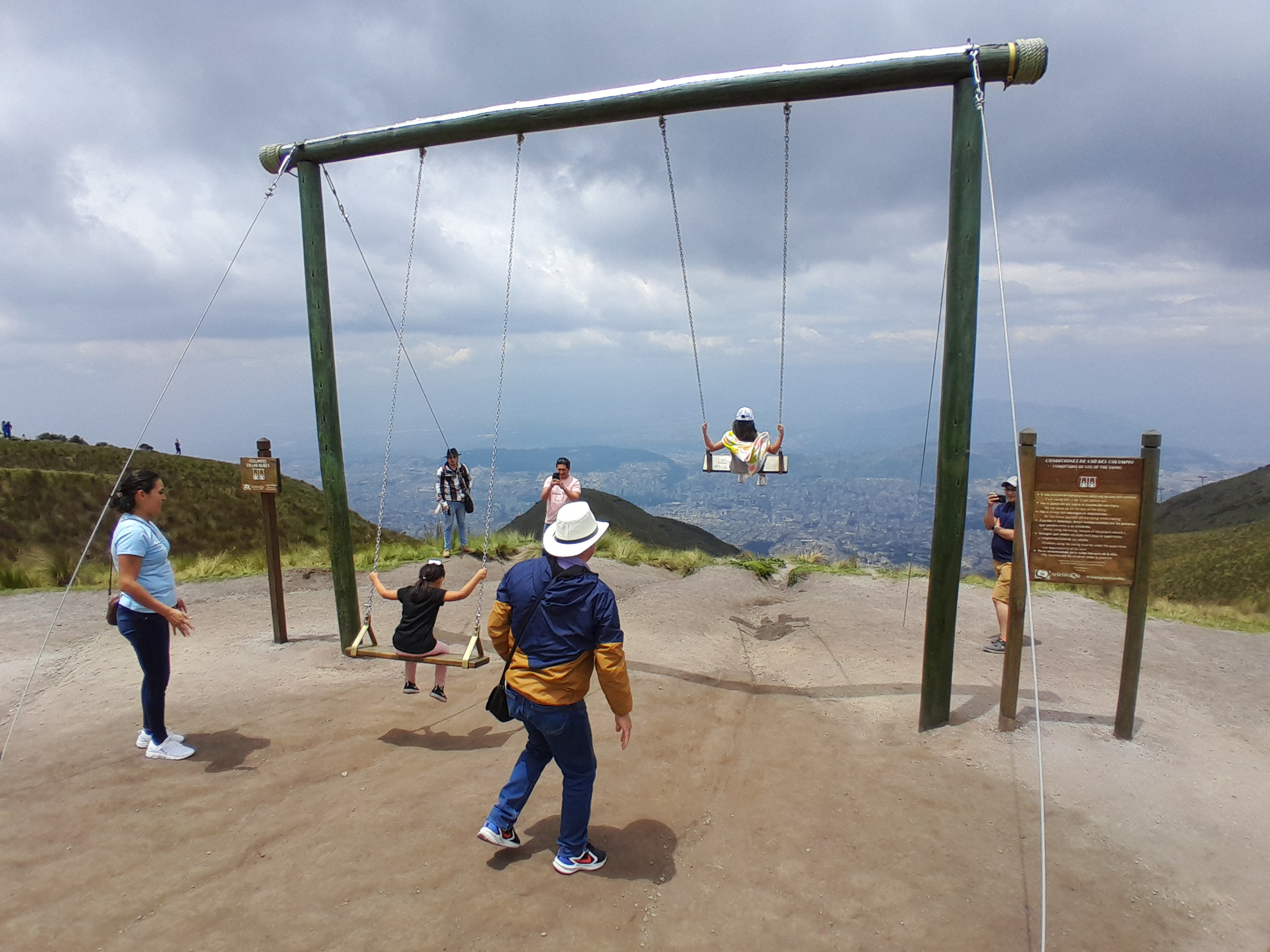
Columpio en las nubes en Cruz Loma, con vistas a la ciudad de Quito.

La telecabina se abrió como atracción turística en mayo de 2005, a partir de esa fecha se ha convertido en un punto importante para la visita de turistas nacionales y extranjeros. 
Una de las principales actividades para deportistas es la caminata (trekking) hacia las Cumbres del Rucu Pichincha a 4696 m s. n. m., actividad que puede tomar aproximadamente entre tres y cuatro horas. También se puede hacer uso de la pista de downhill para ciclistas en la que el descenso dura aproximadamente 30 minutos.
Para los turistas menos arriesgados la cima del TelefériQo dispone de un centro comercial o tienda de recuerdos llamada Paseo Cruz Loma, y una cafetería Cruz Loma Café con vista hacia la ciudad, además de un parque para mascotas.
Desde la estación superior se puede observar el norte, centro y sur de la ciudad de Quito. Debido a la diferencia de altitud con respecto a la ciudad, la temperatura en la cima varía entre 4 y 12 °C, y frecuentemente está nublado, especialmente por las tardes.
Junto a la estación inicial de la telecabina de Quito, se encuentra el Centro de Convenciones del Teleférico y el parque de diversiones "VulQano Park" que alberga juegos eléctricos para toda la familia, desde los infantiles hasta los más extremos como la montaña rusa, además de una pista para la práctica de karting.

## Galería

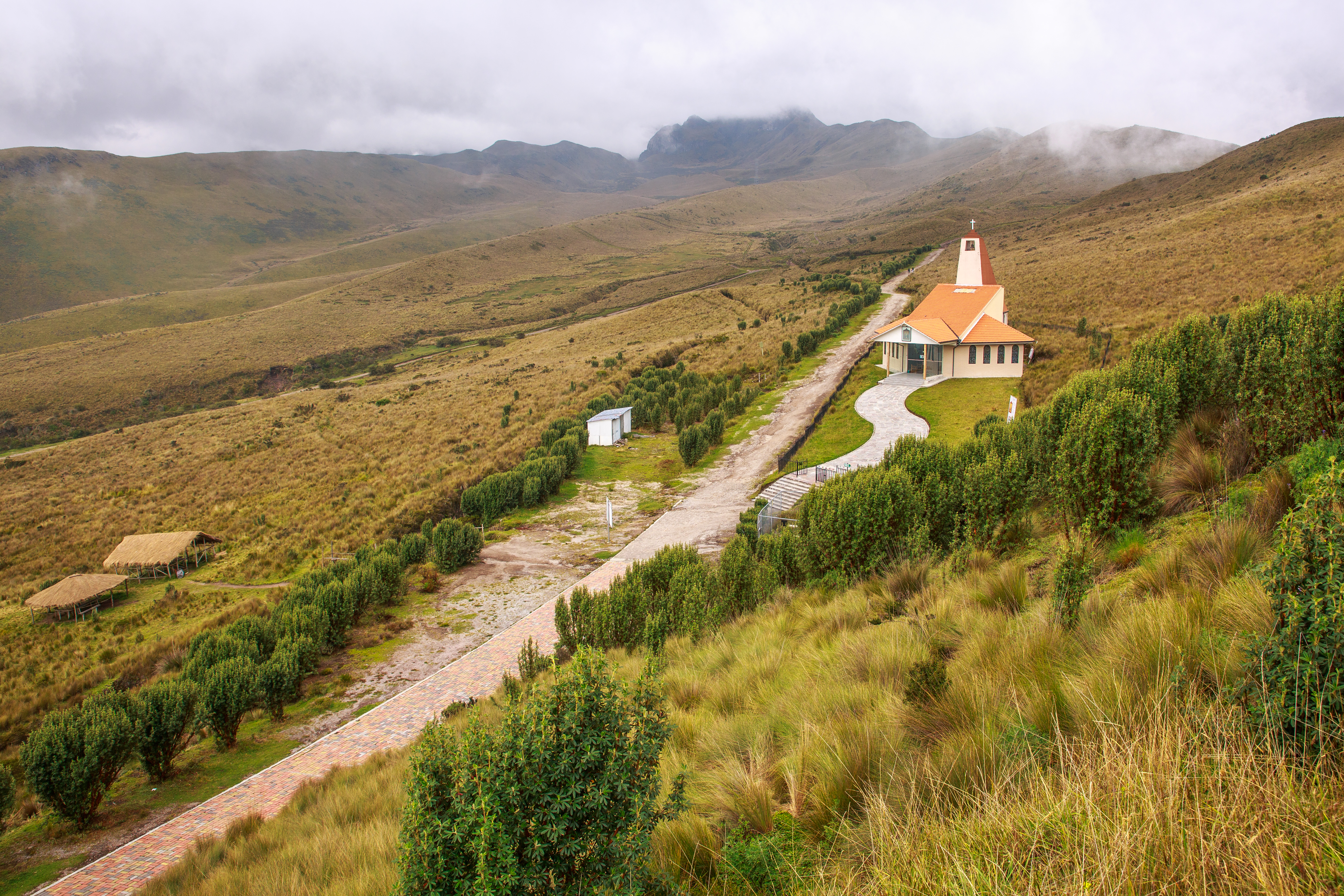
Ermita de La Dolorosa en Cruz Loma.
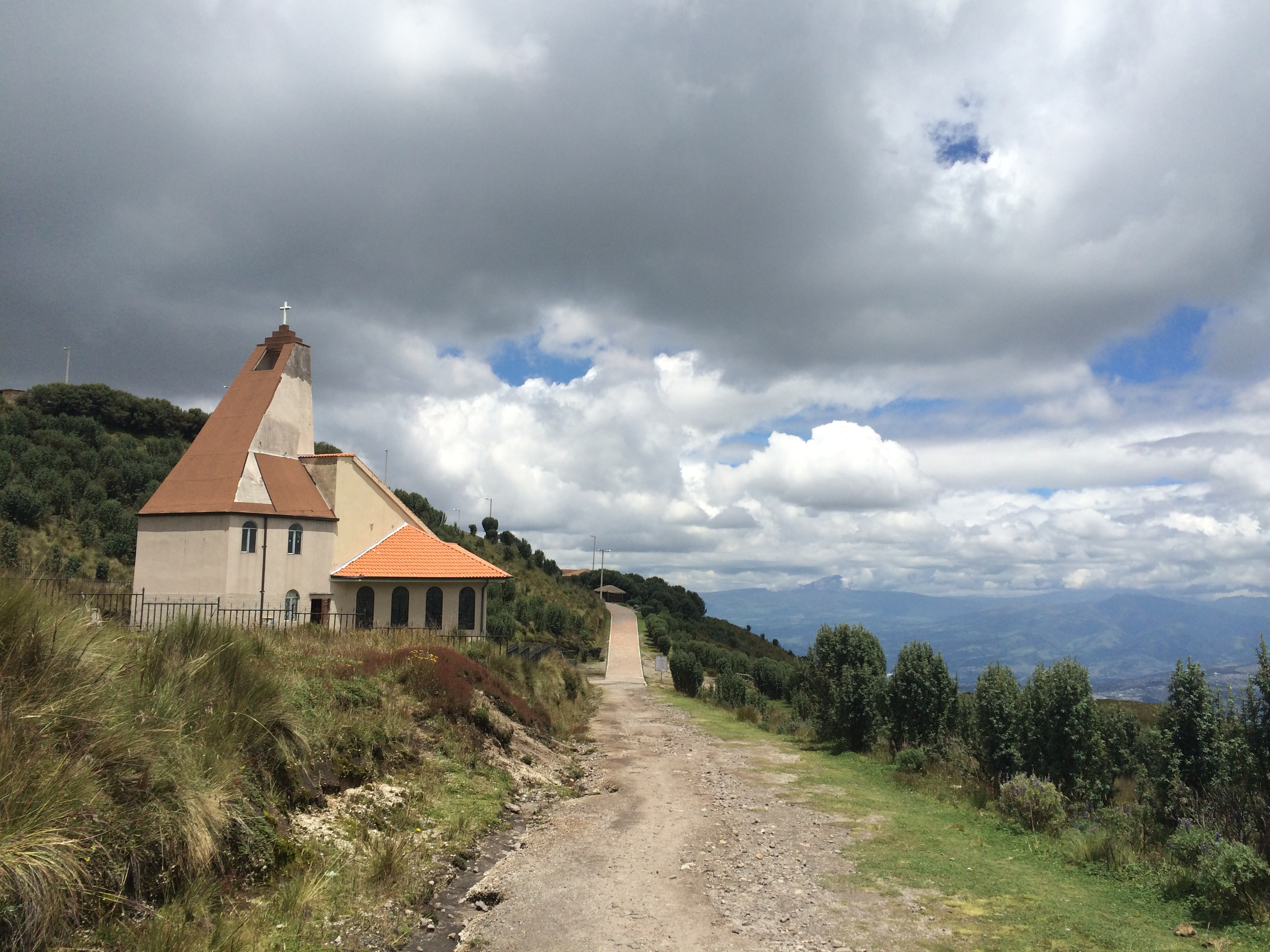
Iglesia católica Ermita de La Dolorosa.
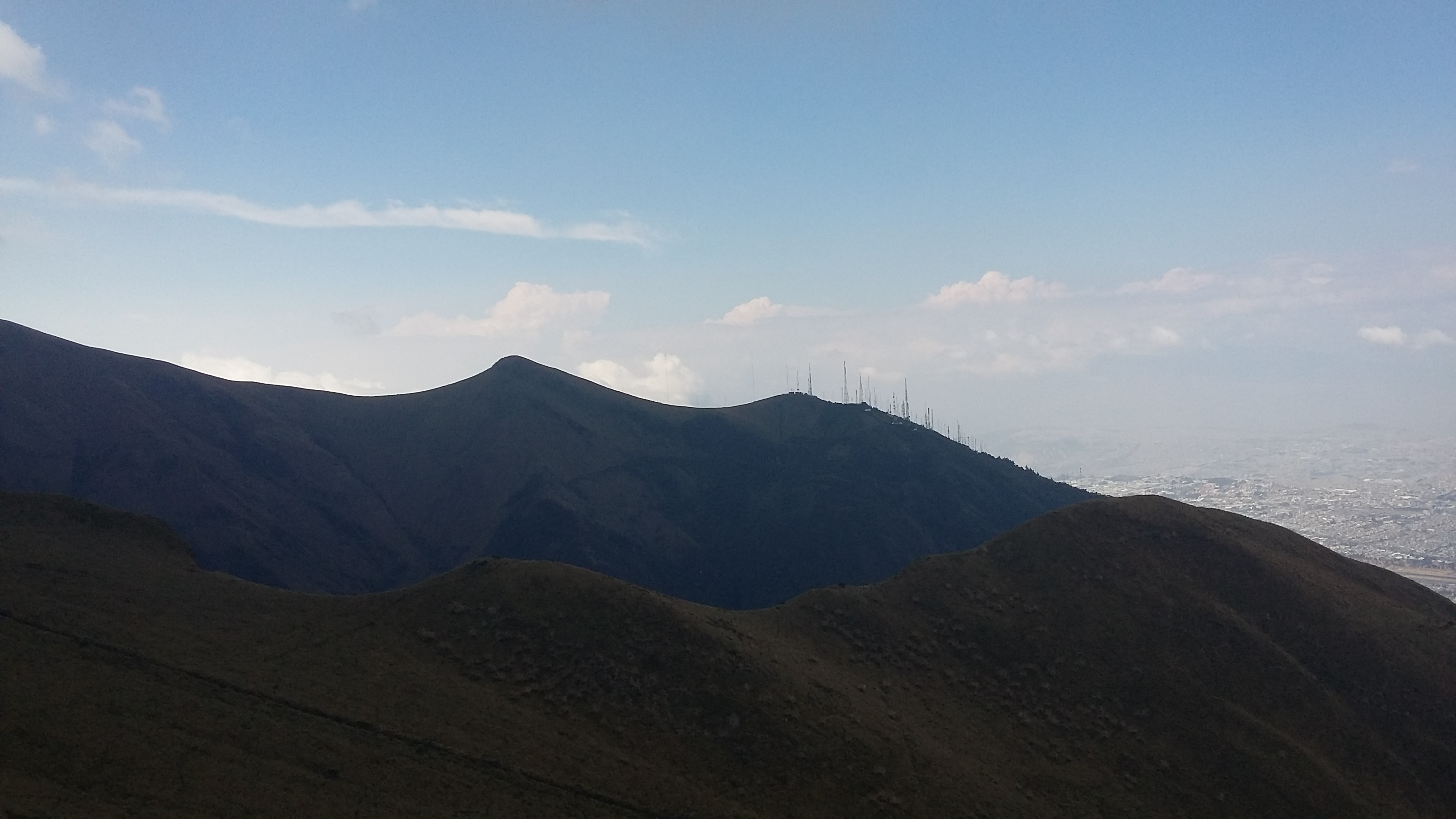
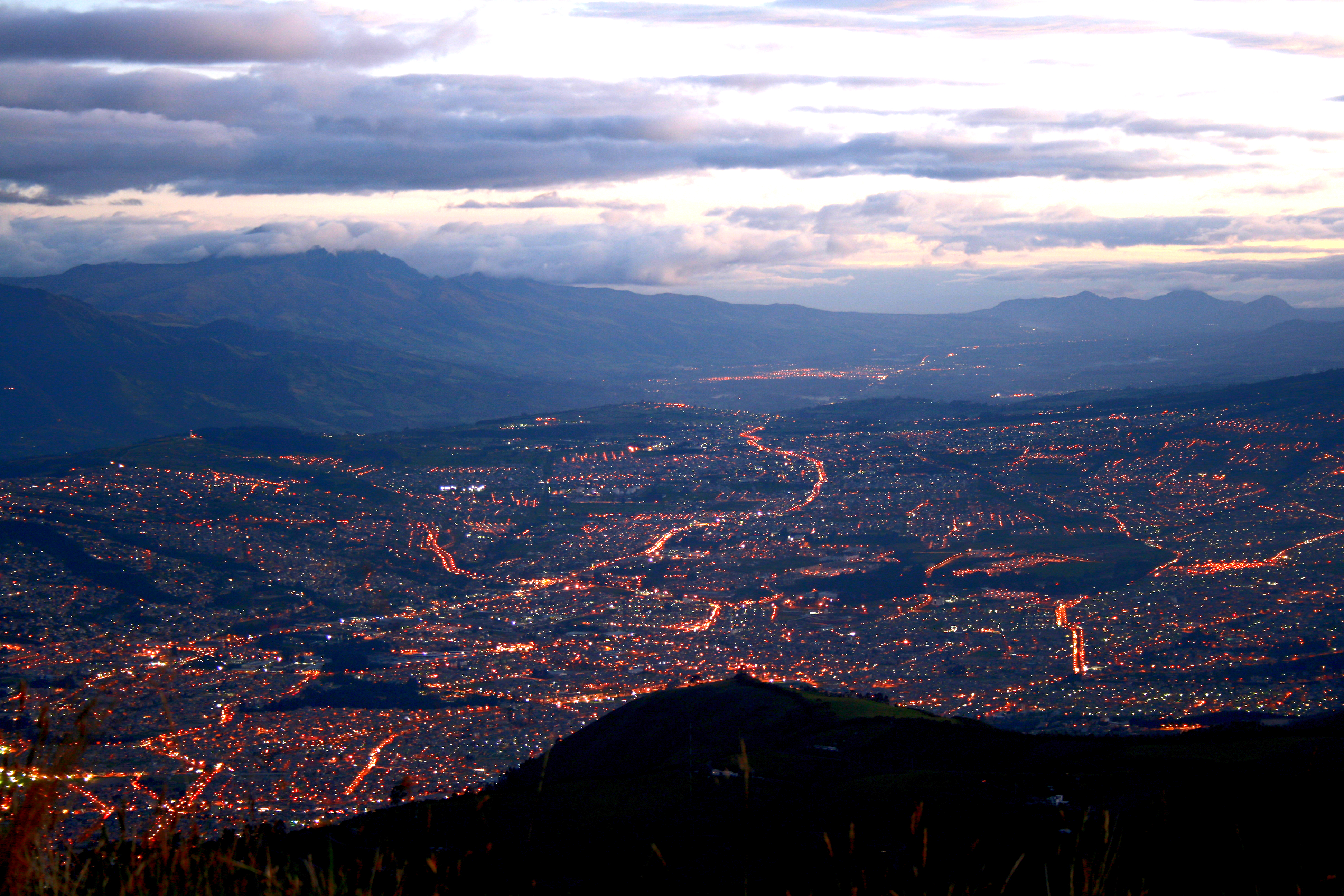
Vista nocturna de Quito.
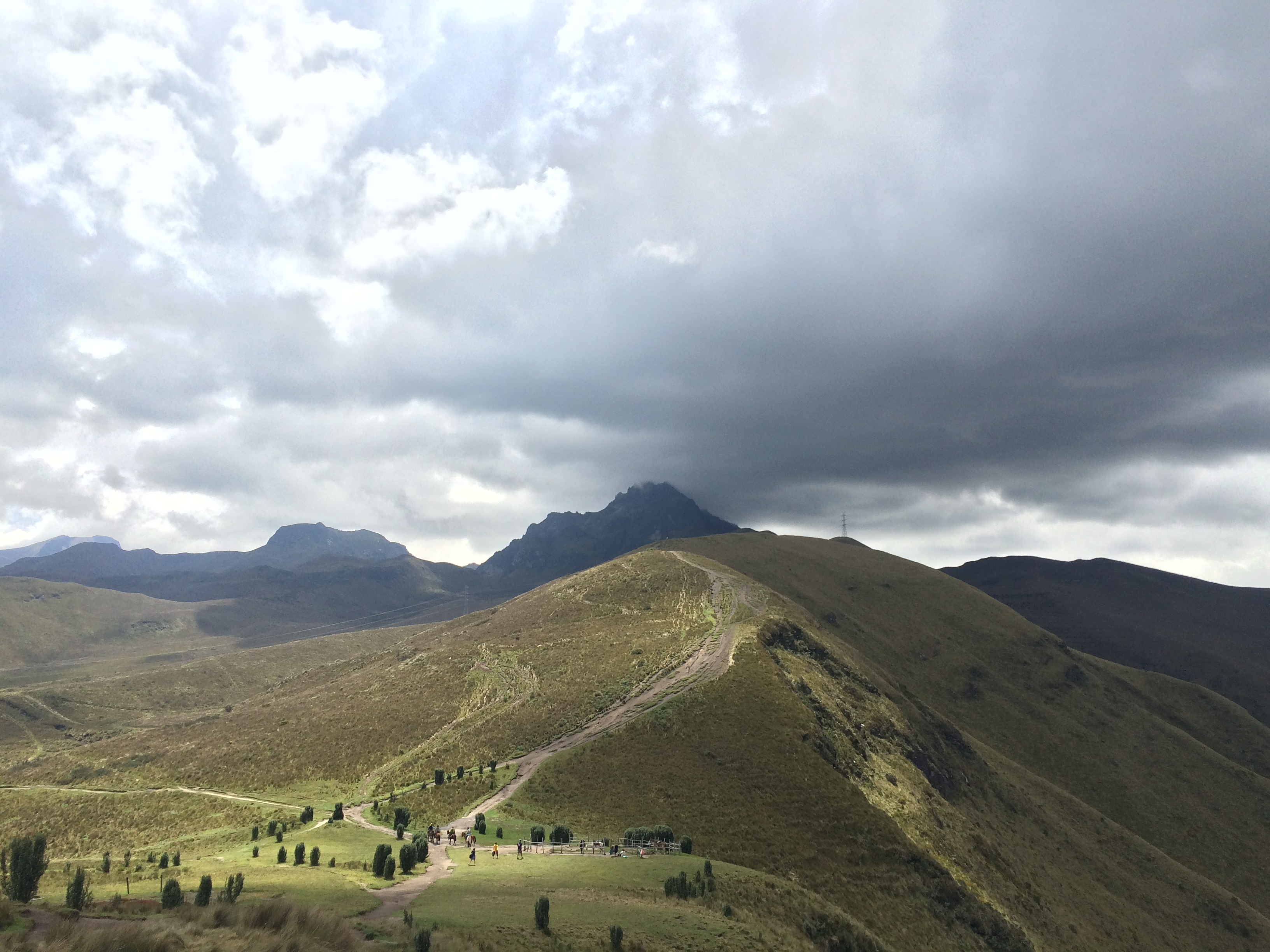
Sendero.
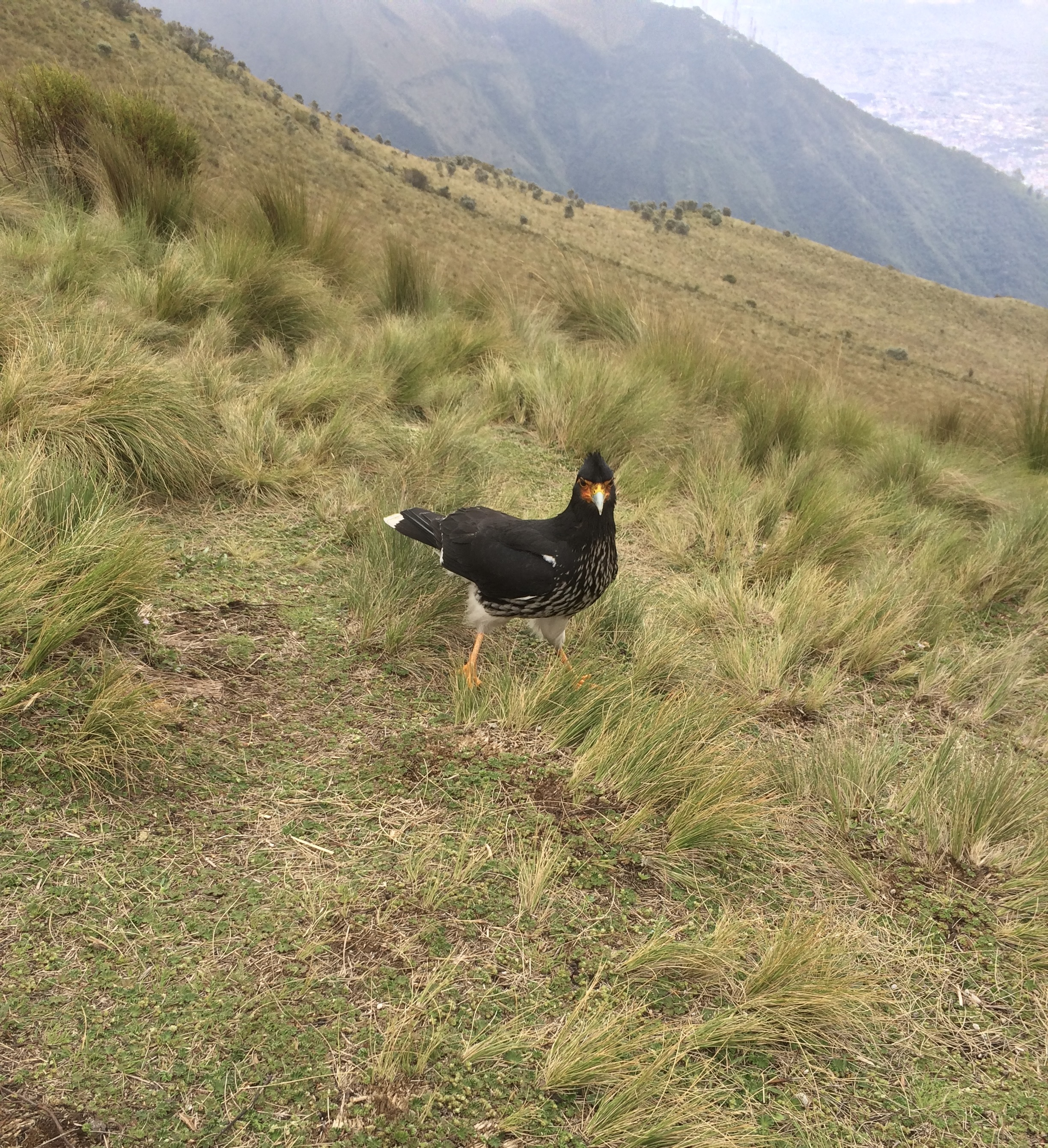
Curiquingue, en el sendero que conecta la estación del teleférico con el Rucu Pichincha.
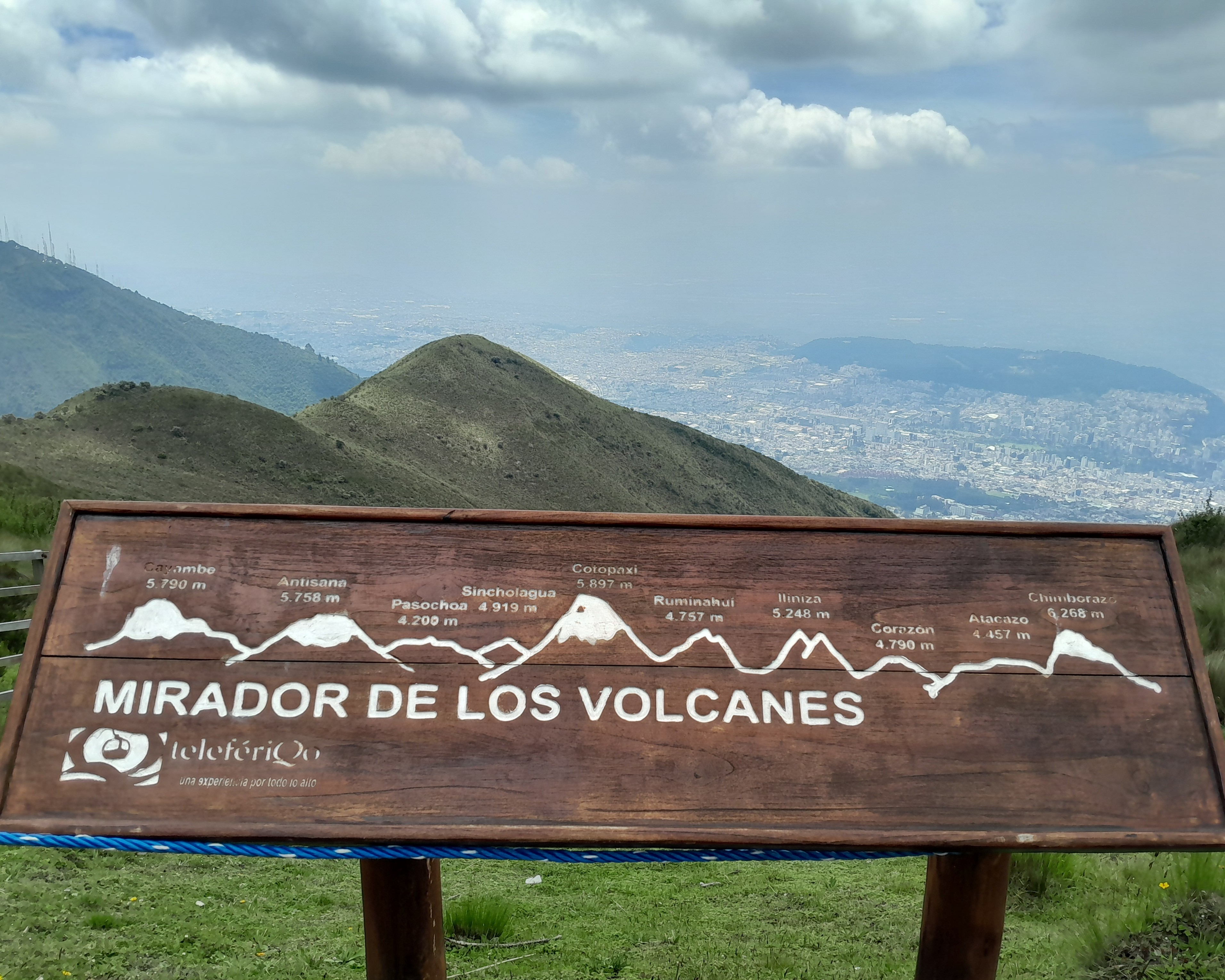
Mirador de los Volcanes desde la cima de Cruz Loma.